# Bonnie Tyler díjai és elismerései
Bonnie Tyler 1970-es években kezdődött nemzetközi sikereit követően több zenei díjat és jelölést kapott a világ minden táján. Az új évezredben is aktívan tevékenykedő énekesnő több alkalommal vehetett át életműdíjakat és még díszdoktori címet is kapott szülővárosában. Az Eurovíziós Dalfesztiválon való szereplését követően több, az Eurovízióval kapcsolatos díjat is átvehetett, de mindemellett Grammy, American Music Awards, Billboard Awards és Bravo OTTO díjakra is jelölték.

## Dalfesztivál díjak

### World Popular Song Festival(Yamaha Song Contest Tokyo)
Bonnie Tyler 1979-ben a 10. Yamaha Dalfesztivál résztvevője volt az Egyesült Királyság színeiben és a  Sitting on the Edge of the Ocean című dalával a közönség és a szakmai zsűri szavazatai alapján megnyerte a dalfesztivált.
| Év   | A jelölés tárgya                                | Kategória                                       | Eredmény |
| ---- | ----------------------------------------------- | ----------------------------------------------- | -------- |
| 1979 | Bonnie Tyler (Sitting on the Edge of the Ocean) | "Grand Prix International" (Nemzetközi nagydíj) | Elnyerte |

### Eurovision Song Contest Radio Awards
2006-tól minden évben megszavazza a közönség az ESC Radio Awards győzteseit. 2013-ban Bonnie Tyler két kategóriában volt jelölve, mint a Legjobb Dal és a Legjobb Női Előadó kategóriában. A Legjobb Dal díját 12,6%-kal nyerte meg Bonnie, a második helyen a norvég Margaret Berger állt 7,5%-kal, a harmadik helyen pedig az olasz Marco Mengoni 7,1%-kal.
A Legjobb Női Előadó díját 16,9%-kal nyerte meg. Megelőzve ezzel Zlata Ognevichet (13,8%) és a holland Anoukot (11,3%).
A dalverseny győztese Emmelie de Forest a legjőbb női előadók listáján a 6. helyen végzett (6,5%) míg versenydala a 7. helyen végzett (5,7%).
Ezzel az ESC Radio Awards 7 éves történetében most először nyert közönségdíjat brit énekes, ráadásul egyszerre kettőt is. A két gravírozott üvegtömböt Bonnie június 29-én vette át potsdami koncertje előtt.
| Év   | A jelölés tárgya | Kategória                 | Eredmény |
| ---- | ---------------- | ------------------------- | -------- |
| 2013 | Bonnie Tyler     | Legjobb Énekesnő          | Elnyerte |
| 2013 | Bonnie Tyler     | Legjobb dal Believe in Me | Elnyerte |

### Eurovision Portugal Awards
Bonnie az ESC Portugal Awards Karrier díját s megnyerte, melyet részben szakmai zsűri, részben a közönség ítélt oda az énekesnőnek. A kategória négy jelöltje: Anouk (Hollandia), Bonnie Tyler (UK), Cascada (Németország) és Esma Redžepova (Macedónia).
A négy énekesnő közül a 12 főből álló szakmai zsűri 0 és 10 közötti pontszámai alapján került ki a nyertes. Bonnie Tyler összesen a zsűritől 39 pontot kapott, míg a közönségszavazatok alapján 42 pontot s így összesen 81 ponttal Ő nyerte meg az arany mikrofont formázó trófeát. A második helyezett összesítve 69 ponttal Anouk, harmadik lett 32 ponttal Cascada és végül 18 ponttal Esma.
| Év   | A jelölés tárgya | Kategória | Eredmény |
| ---- | ---------------- | --------- | -------- |
| 2013 | Bonnie Tyler     | Életműdíj | Elnyerte |

### Eurosong Awards
A svájci székhelyű Eurovíziós portál 2013-as díjára két kategóriában jelölték az énekesnőt. A végeredmény az internetes szavazatok alapján dőlt el.
| Év   | A jelölés tárgya | Kategória                     | Eredmény |
| ---- | ---------------- | ----------------------------- | -------- |
| 2013 | Bonnie Tyler     | Legjobb női előadó            | Jelölve  |
| 2013 | Bonnie Tyler     | Legjobb album Rocks and Honey | Jelölve  |

### Eurovision Time Awards
A Wordlpress 2013-as Eurovíziós kategóriái között Bonnie Tyler, mint "a legjobban kinéző énekesnő" volt jelölve, de csak 6,7% szavazott rá, szemben az ukrán Zlata Ognevichet, aki a szavazatok 48,1%-át kapta.
| Év   | A jelölés tárgya | Kategória                              | Eredmény |
| ---- | ---------------- | -------------------------------------- | -------- |
| 2013 | Bonnie Tyler     | "Artistic Awards – Best Female looks " | Jelölve  |

### Eurovision On Top Awards
A portugál Eurovíziós portál szintén online szavazással választja ki a 2013-ban legjobban teljesítő eurovíziós előadót. Bonnie Tyler három kategóriában jelölték, a "Legjobb album" kategóriában Céline Dion volt a vetélytársa.
| Év   | A jelölés tárgya | Kategória                     | Eredmény |
| ---- | ---------------- | ----------------------------- | -------- |
| 2014 | Bonnie Tyler     | Legjobb női előadó            | Jelölve  |
| 2014 | Bonnie Tyler     | Legjobb album Rocks and Honey | Jelölve  |
| 2014 | Bonnie Tyler     | Legjobb koncert               | Jelölve  |

## Guinnes Rekordok Könyve
Bonnie Tyler karrierje során két alkalommal is bekerült a rekordok könyvébe.
| Év   | A jelölés tárgya           | Kategória | Eredmény |
| ---- | -------------------------- | --- | -------- |
| 1983 | Bonnie Tyler               | Az első női előadó, akinek albuma a brit toplista első helyén debütált a megjelenéskor Faster than the Speed of Night | Elnyerte |
| 2009 | Total Eclipse of the Heart | A Sony "Singstar" PS3 karaoke játékában legtöbbet letöltött dal 1,000,000+ letöltés                                   | Elnyerte |

## Goldene Europa
| Év   | A jelölés tárgya | Kategória                     | Eredmény |
| ---- | ---------------- | ----------------------------- | -------- |
| 1978 | Bonnie Tyler     | A legjobb nemzetközi énekesnő | Elnyerte |
| 1983 | Bonnie Tyler     | A legjobb nemzetközi énekesnő | Elnyerte |
| 1993 | Bonnie Tyler     | A legjobb nemzetközi énekesnő | Elnyerte |

## Grammy Awards
Az énekesnőt háromszor jelölték Grammy-díjra. Kétszer 1984-ben, amikor élőben is előadta a gálán a Total Eclipse of the Heart című slágerét.
| Év   | A jelölés tárgya               | Kategória              | Eredmény |
| ---- | ------------------------------ | ---------------------- | -------- |
| 1984 | Total Eclipse of the Heart     | A legjobb női popdal   | Jelölve  |
| 1984 | Faster than the Speed of Night | A legjobb rock album   | Jelölve  |
| 1985 | Here She Comes                 | A legjobb női rock dal | Jelölve  |

## American Music Awards
| Év   | A jelölés tárgya           | Kategória                   | Eredmény |
| ---- | -------------------------- | --------------------------- | -------- |
| 1984 | Bonnie Tyler               | A legjobb pop/rock énekesnő | Jelölve  |
| 1984 | Total Eclipse of the Heart | A legjobb pop/rock single   | Jelölve  |

## Variety Club Of Great Britain Awards
| Év   | A jelölés tárgya           | Kategória                                    | Eredmény |
| ---- | -------------------------- | -------------------------------------------- | -------- |
| 1984 | Total Eclipse of the Heart | A legnagyobb példányszámban eladott kislemez | Elnyerte |

## Bravo OTTO díjak, jelölések

### Bravo Gold OTTO
| Év   | A jelölés tárgya | Kategória          | Eredmény |
| ---- | ---------------- | ------------------ | -------- |
| 1978 | Bonnie Tyler     | A legjobb énekesnő | Elnyerte |

### Bravo OTTO
| Év   | A jelölés tárgya | Kategória                                                        | Eredmény |
| ---- | ---------------- | ---------------------------------------------------------------- | -------- |
| 1992 | Bonnie Tyler     | A legjobb énekesnő                                               | Jelölve  |
| 1993 | Bonnie Tyler     | A legjobb énekesnő                                               | Jelölve  |
| 1993 | Bonnie Tyler     | A legjobb koncert show                                           | Jelölve  |
| 1993 | Bonnie Tyler     | A legelegánsabb énekesnő                                         | Jelölve  |
| 1993 | Bonnie Tyler     | A legjobb válogatásalbum The Very Best of Bonnie Tyler Volume 1. | Jelölve  |
| 1993 | Bonnie Tyler     | A legjobb album Silhouette in Red                                | Jelölve  |

## Billboard Video Music Awards
Az énekesnő az 1986-ban megjelent If You Were a Woman című dalával 7 kategóriában is a jelöltek között volt. A klipet Jim Steinman rendezte.
| Év   | A jelölés tárgya    | Kategória                               | Eredmény |
| ---- | ------------------- | --------------------------------------- | -------- |
| 1986 | If You Were a Woman | Az év legjobb videóklipje               | Jelölve  |
| 1986 | If You Were a Woman | Az év legjobb videóklipje női előadótól | Jelölve  |
| 1986 | If You Were a Woman | A legjobb rock videóklip                | Jelölve  |
| 1986 | If You Were a Woman | Legjobb rendezésű videóklip             | Jelölve  |
| 1986 | If You Were a Woman | Legjobb koreográfia                     | Jelölve  |
| 1986 | If You Were a Woman | Legjobb speciális effekt                | Jelölve  |
| 1986 | If You Were a Woman | Legjobb látványterv                     | Jelölve  |

## German ECHO Awards
| Év   | A jelölés tárgya | Kategória                           | Eredmény |
| ---- | ---------------- | ----------------------------------- | -------- |
| 1993 | Bonnie Tyler     | Az év legjobb nemzetközi énekesnője | Jelölve  |
| 1994 | Bonnie Tyler     | Az év legjobb nemzetközi énekesnője | Elnyerte |

## Music Retailer Magazin
| Év   | A jelölés tárgya | Kategória        | Eredmény |
| ---- | ---------------- | ---------------- | -------- |
| 1978 | Bonnie Tyler     | Legjobb énekesnő | Elnyerte |

## Daily Express
| Év   | A jelölés tárgya | Kategória        | Eredmény |
| ---- | ---------------- | ---------------- | -------- |
| 1978 | Bonnie Tyler     | Legjobb énekesnő | Elnyerte |

## Radio Espana
| Év   | A jelölés tárgya | Kategória                   | Eredmény |
| ---- | ---------------- | --------------------------- | -------- |
| 1979 | Bonnie Tyler     | Legjobb új előadó           | Elnyerte |
| 1979 | Bonnie Tyler     | Legjobb nemzetközi énekesnő | Elnyerte |

## Academy Country Music Awards
| Év   | A jelölés tárgya | Kategória        | Eredmény |
| ---- | ---------------- | ---------------- | -------- |
| 1979 | Bonnie Tyler     | Legjobb énekesnő | Elnyerte |

## MIDEM Awards
| Év   | A jelölés tárgya | Kategória                   | Eredmény |
| ---- | ---------------- | --------------------------- | -------- |
| 1986 | Bonnie Tyler     | Legjobb nemzetközi énekesnő | Elnyerte |

## Diamond Awards
| Év   | A jelölés tárgya | Kategória                   | Eredmény |
| ---- | ---------------- | --------------------------- | -------- |
| 1987 | Bonnie Tyler     | Legjobb nemzetközi énekesnő | Elnyerte |

## RSH Gold Awards
| Év   | A jelölés tárgya | Kategória                            | Eredmény |
| ---- | ---------------- | ------------------------------------ | -------- |
| 1992 | Bonnie Tyler     | Legnépszerűbb német producerű előadó | Elnyerte |
| 1992 | Bitterblue       | Az év legfülbemászóbb dala           | Elnyerte |

## Radio Regenbogen Awards
| Év   | A jelölés tárgya | Kategória                 | Eredmény |
| ---- | ---------------- | ------------------------- | -------- |
| 1999 | Bonnie Tyler     | Nemzetközi rock életműdíj | Elnyerte |

## Writs Welsh Music Awards
| Év   | A jelölés tárgya | Kategória                                     | Eredmény |
| ---- | ---------------- | --------------------------------------------- | -------- |
| 2001 | Bonnie Tyler     | Legjobb válogatásalbum The Greatest Hits 2001 | Jelölve  |

## Royal Welsh College of Music & Drama
| Év   | A jelölés tárgya | Kategória | Eredmény |
| ---- | ---------------- | --------- | -------- |
| 2002 | Bonnie Tyler     | Életműdíj | Elnyerte |

## Les Hits de Diamant
| Év   | A jelölés tárgya           | Kategória                              | Eredmény |
| ---- | -------------------------- | -------------------------------------- | -------- |
| 2004 | Si Demain... (Turn Around) | Legnagyobb példányban eladott kislemez | Elnyerte |

## Steiger Awards
| Év   | A jelölés tárgya | Kategória | Eredmény |
| ---- | ---------------- | --------- | -------- |
| 2005 | Bonnie Tyler     | Életműdíj | Elnyerte |

## Angel Awards
Harald Glöecker német divattervező által létrehozott díj, amit minden évben azok a női énekesek és színésznők vehetnek át, akik kiemelkedően hozzájárultak a társadalmi szerepvállaláshoz.
| Év   | A jelölés tárgya | Kategória                                 | Eredmény |
| ---- | ---------------- | ----------------------------------------- | -------- |
| 2009 | Bonnie Tyler     | Különleges társadalmi szerepvállalás díja | Elnyerte |

## Neath Port Talbot – Freedom of the county
| Év   | A jelölés tárgya | Kategória                                     | Eredmény |
| ---- | ---------------- | --------------------------------------------- | -------- |
| 2010 | Bonnie Tyler     | Tiszteletbeli elismerés Port Talbot városától | Elnyerte |

## Norwegian Honor Award
| Év   | A jelölés tárgya | Kategória                          | Eredmény |
| ---- | ---------------- | ---------------------------------- | -------- |
| 2011 | Bonnie Tyler     | Silver Medal (zenei munkásságáért) | Elnyerte |

## BMI London Award
| Év   | A jelölés tárgya | Kategória                                  | Eredmény |
| ---- | ---------------- | ------------------------------------------ | -------- |
| 2011 | Bonnie Tyler     | Million-Air Award Songs (It's a Heartache) | Elnyerte |

## BigBOX Allgäu – Sold Out Award
| Év   | A jelölés tárgya | Kategória                                    | Eredmény |
| ---- | ---------------- | -------------------------------------------- | -------- |
| 2013 | Bonnie Tyler     | Telt házas koncert (Rock Meets Classic Tour) | Elnyerte |

## Swansea University, DLitt Honorary Degree
| Év   | A jelölés tárgya | Kategória                                   | Eredmény |
| ---- | ---------------- | ------------------------------------------- | -------- |
| 2013 | Bonnie Tyler     | Díszdoktori cím, eddigi zenei munkásságáért | Elnyerte |

## BASCA Awards
A BASCA (British Academy of Songwriters, Composers and Authors) díjat Bonnie 2013 októberében vehette át a londoni The Savoy Hotelben. Az elismerést a szakmai zsűri egyöntetűen neki szavazta meg eddigi zenei pályafutása és az Eurovíziós Dalfesztiválon nyújtott teljesítményéért.
| Év   | A jelölés tárgya | Kategória                     | Eredmény |
| ---- | ---------------- | ----------------------------- | -------- |
| 2013 | Bonnie Tyler     | Gold Badge Awards (Életműdíj) | Elnyerte |

## Pride of Britain
| Év   | A jelölés tárgya | Kategória        | Eredmény |
| ---- | ---------------- | ---------------- | -------- |
| 2013 | Bonnie Tyler     | Local Hero Award | Jelölve  |

## Fordítás
- Ez a szócikk részben vagy egészben  a   List of awards and nominations received by Bonnie Tyler című angol Wikipédia-szócikk fordításán alapul.  Az eredeti cikk szerkesztőit annak laptörténete sorolja fel. Ez a jelzés csupán a megfogalmazás eredetét és a szerzői jogokat jelzi, nem szolgál a cikkben szereplő információk forrásmegjelöléseként.